# Plectrosternus
Plectrosternus is een geslacht van kevers uit de familie  
kniptorren (Elateridae).
Het geslacht is voor het eerst wetenschappelijk beschreven in 1857 door Lacordaire.

## Soorten
Het geslacht omvat de volgende soorten:
- Plectrosternus convexus Vats & Kashyap, 1992
- Plectrosternus coolsi (Schimmel, 1996)
- Plectrosternus idonea (Walker, 1858)
- Plectrosternus rufus Lacordaire, 1857